# Víko
Víko, zdrobněle též víčko, je mechanická součást různých předmětů, ať už se jedná o běžné věci všední denní potřeby nebo i o různé strojní nebo stavební součásti či díly. Víko či víčko obvykle slouží jakožto kryt nějakého otvoru, kde tvoří mechanickou zábranu. Víko může být pouhou záklopkou, může se jednat o šroubovací uzávěr kruhového tvaru, velká víka mohou být součástí složitějších záklopných mechanismů opatřených klikou, madlem nebo i zámkem apod.

## Součásti s podobnou funkcí
- Poklice
- Zátka
- Dveře
- Okno
- Záklopka
- Poklop